# Osens kommun
Osens kommun (norska: Osen kommune) är en kommun i landskapet Fosen i Trøndelag fylke i mellersta Norge. Kommunen gränsar till Flatangers kommun i nordöst, Namsos kommun i sydöst samt Åfjords kommun i sydväst. Centralort är kyrkbyn Osen.

## Administrativ historik
Osens kommun upprättades den 1 juni 1892 genom utbrytning ur Bjørnørs kommun. Kommunen hade 1 575 invånare vid upprättandet. Sedan dess har kommunens gränser förblivit oförändrade.

## Tätorter
I Osens kommun finns inga tätorter.

## Socknar
Inom Norska kyrkan motsvaras Osens kommun av Osens socken i Fosens prosteri i Nidaros stift.

## Bilder

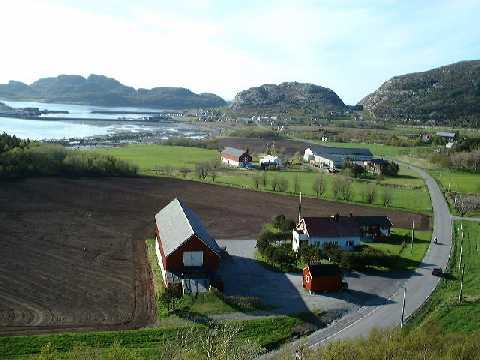
Strand.
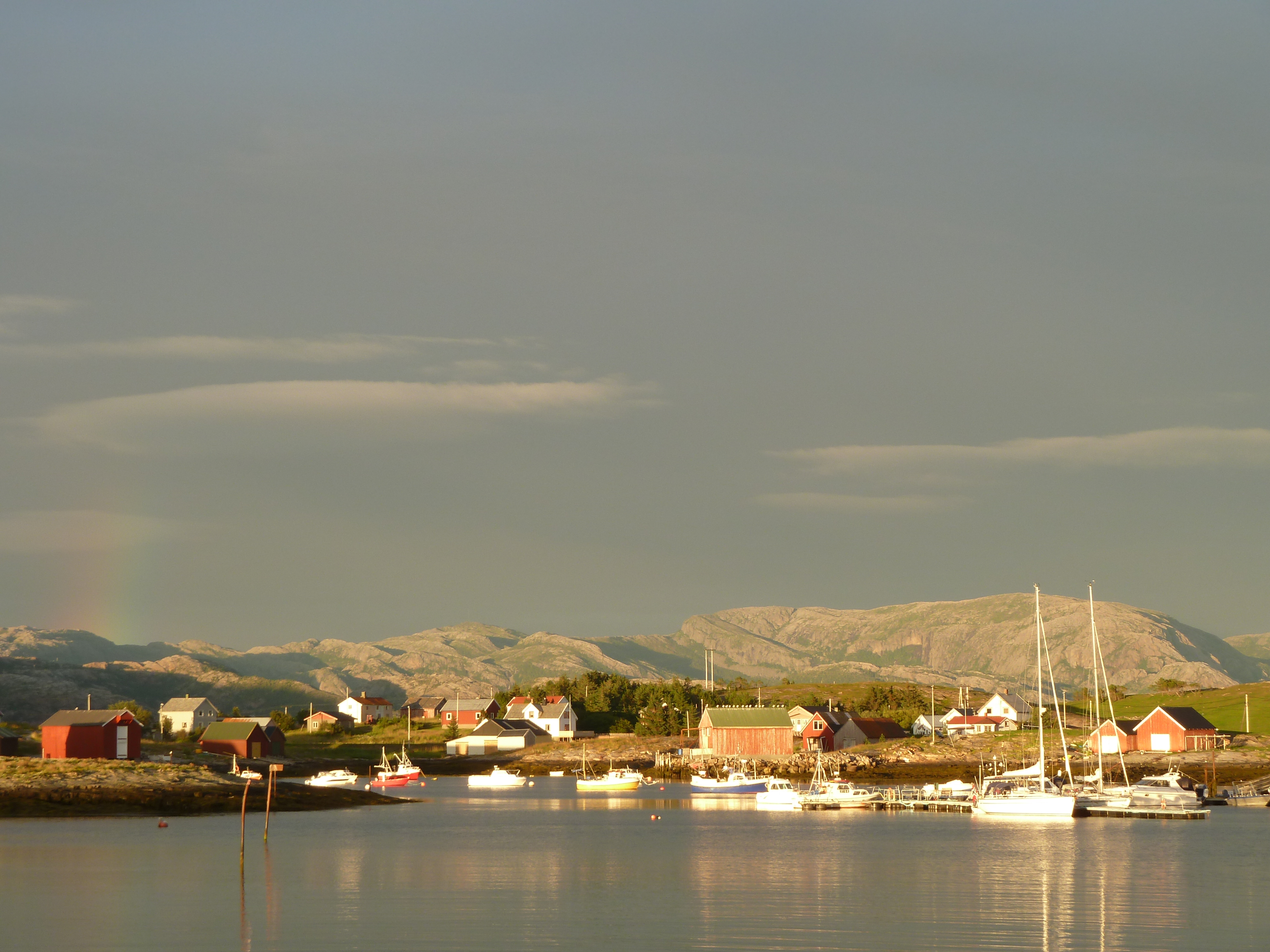
Seter.
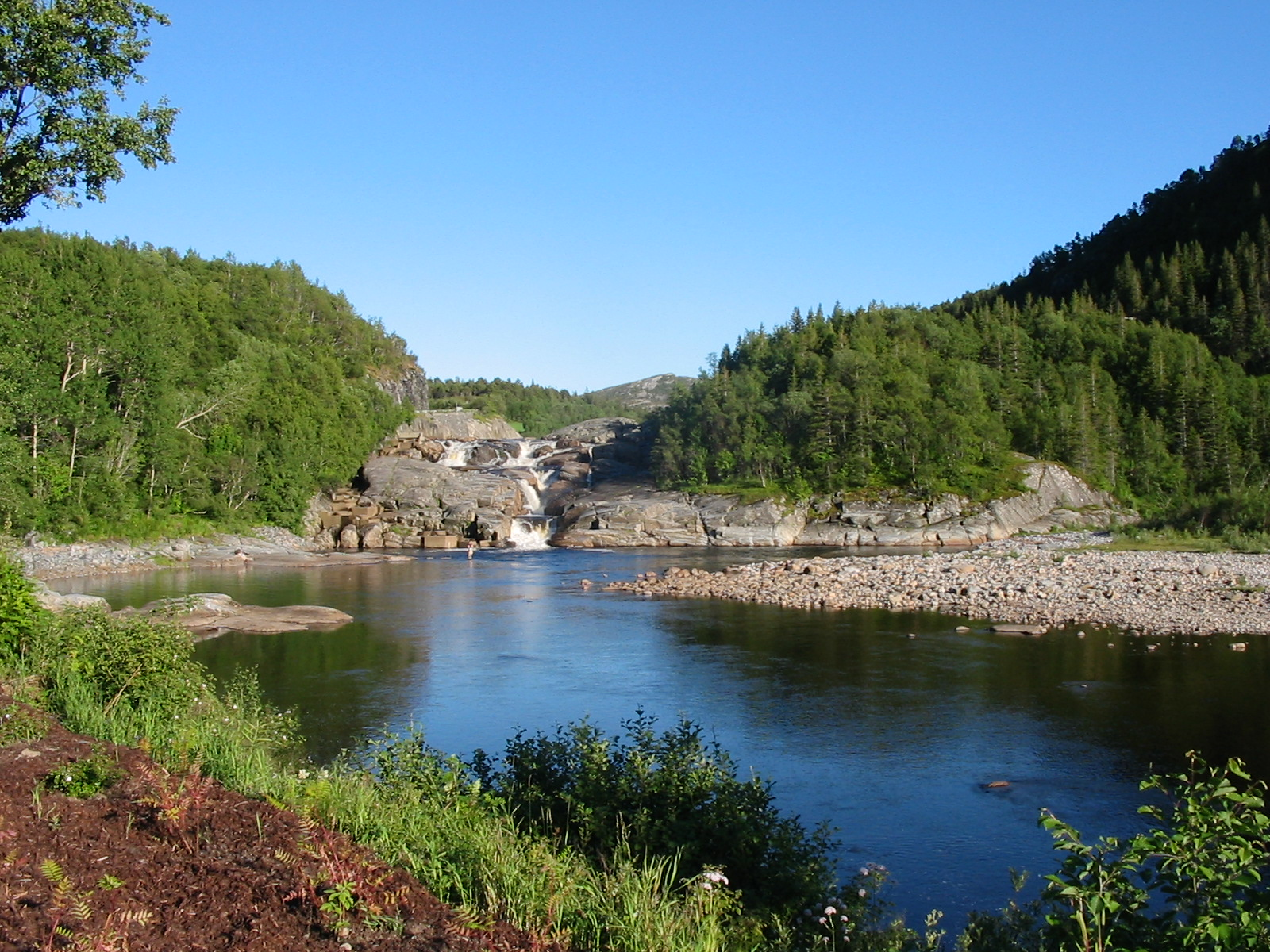
Normelandsfossen.